# Kolegiátní kapitula Nanebevzetí Panny Marie na hradě Karlštejně

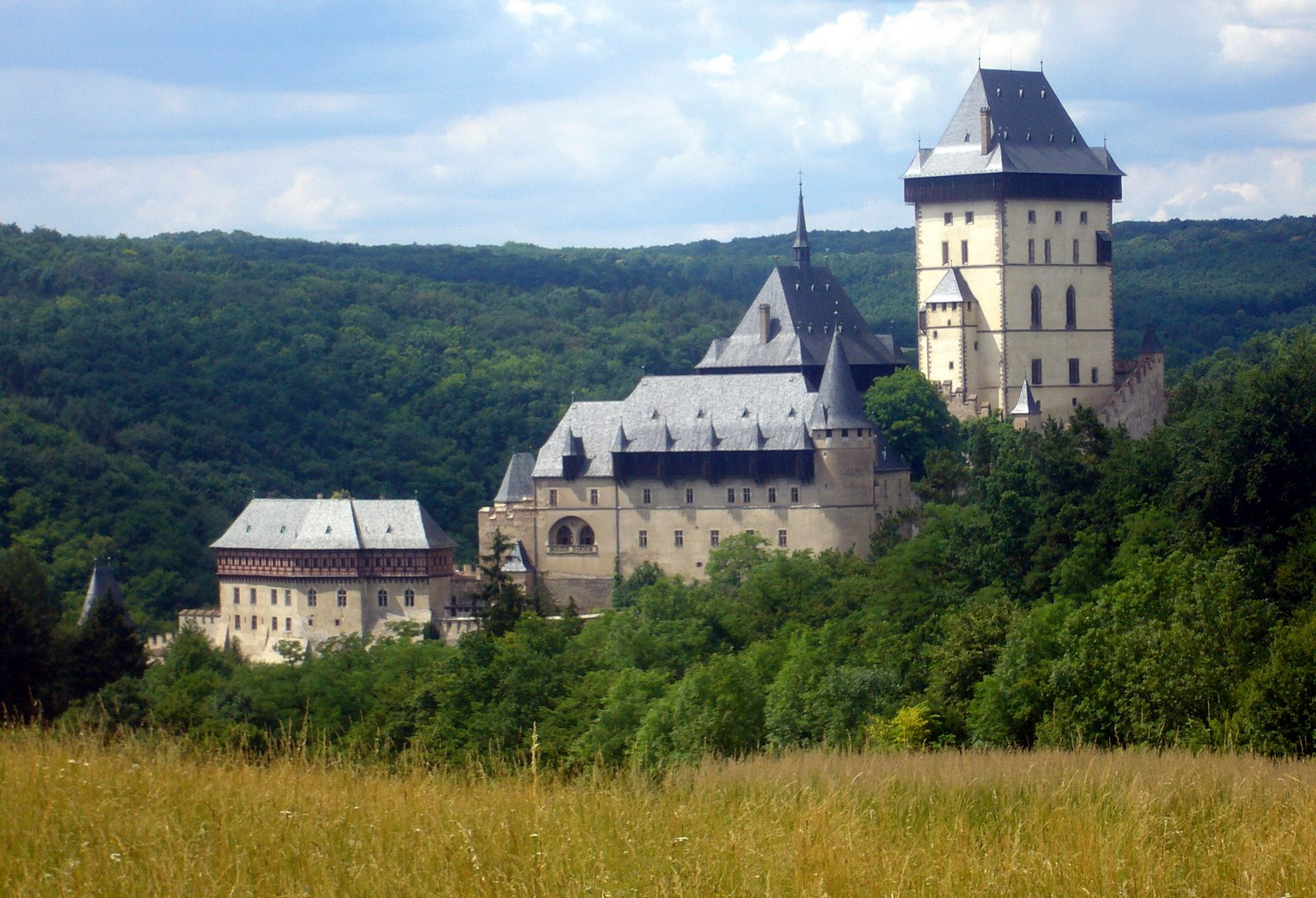
Hrad Karlštejn

Kolegiátní kapitula Nanebevzetí Panny Marie na Karlštejně je římskokatolická kapitula, kterou 27. března 1357 založil český král a císař Svaté říše římské Karel IV. Mezi její poslání patří modlitba za český národ, duchovní služba v prostorách hradu a vzájemná podpora kanovníků v pastorační práci v jednotlivých farnostech, v arcidiecézi i v celé církvi.

## Dějiny kapituly

### Zakládací listina
Zakládací listina kapituly karlštejnské, z 27. března 1357, je zachována v originále v Národním archivu, ve sbírce Guberniální listiny (inv. č. 67). Je pouze mírně poškozená (na několika místech prokousána od myší a s utrženou/odříznutou voskovou majestátní pečetí Karla IV.). Text listiny je znám i z řady opisů a byl několikrát vydán i v českém překladu. Je to pozoruhodná slavnostní listina, jejíž arenga (zdůvodnění založení kaplí na Karlštejně) je malým teologickým traktátem o úctě k ostatkům Umučení Páně, které byly na Karlštejně shromážděny do velkého Zlatého ostatkového kříže (tzv. Korunovační kříž, dříve také jako Zemský kříž Českého království).
A tak majíce pečlivě na mysli i to, čeho bylo shůry dopřáno nám, a s pokornou myslí uznávajíce, že jsme Nejvyššímu zavázáni většími díky než ostatní tím spíše, čím více nás do neporovnatelně větší výše než všechny, kdo vládnou na okrsku zemském, vynesla jeho velebná pravice svou pouhou laskavostí, když nás povýšila na vrchol světské samovlády, a toužíce celou svou myslí, aby od tohoto dne do budoucna po věčné časy byla v našem království Českém konána Kristovými věřícími slavnostněji a zbožněji, než bývá zvykem, památka slavného kříže, nejsvětějších pěti ran, hřebu, houby, kopí a umučení Páně vůbec, založili jsme ve jménu Krista Spasitele ke chvále a slávě Trojice věčné a zejména nejdobrotivějšího našeho Vykupitele, který se pro naši spásu vtělil a byl umučen, a jeho kříže, ran, hřebu, houby, kopí a spásonosného umučení, jakož i jeho dalších znamení a ke cti veškerého nebeského vojska jsme zbudovali na svém hradu Karlštejně, který jsme od základů jakožto úplně nový postavili a stanovili nazývat jej pro svou trvalejší památku podle svého jména, totiž tak, aby se jmenoval Karlštejn podle Karla, dvě kaple, a to jednu ke cti a pod názvem přeslavného Umučení a oněch znamení, a jinou menší, která s ní téměř souvisí, ke cti slavné a ustavičné Panny, Rodičky Boží Marie.
Úryvek z českého překladu latinsky psané zakládací listiny

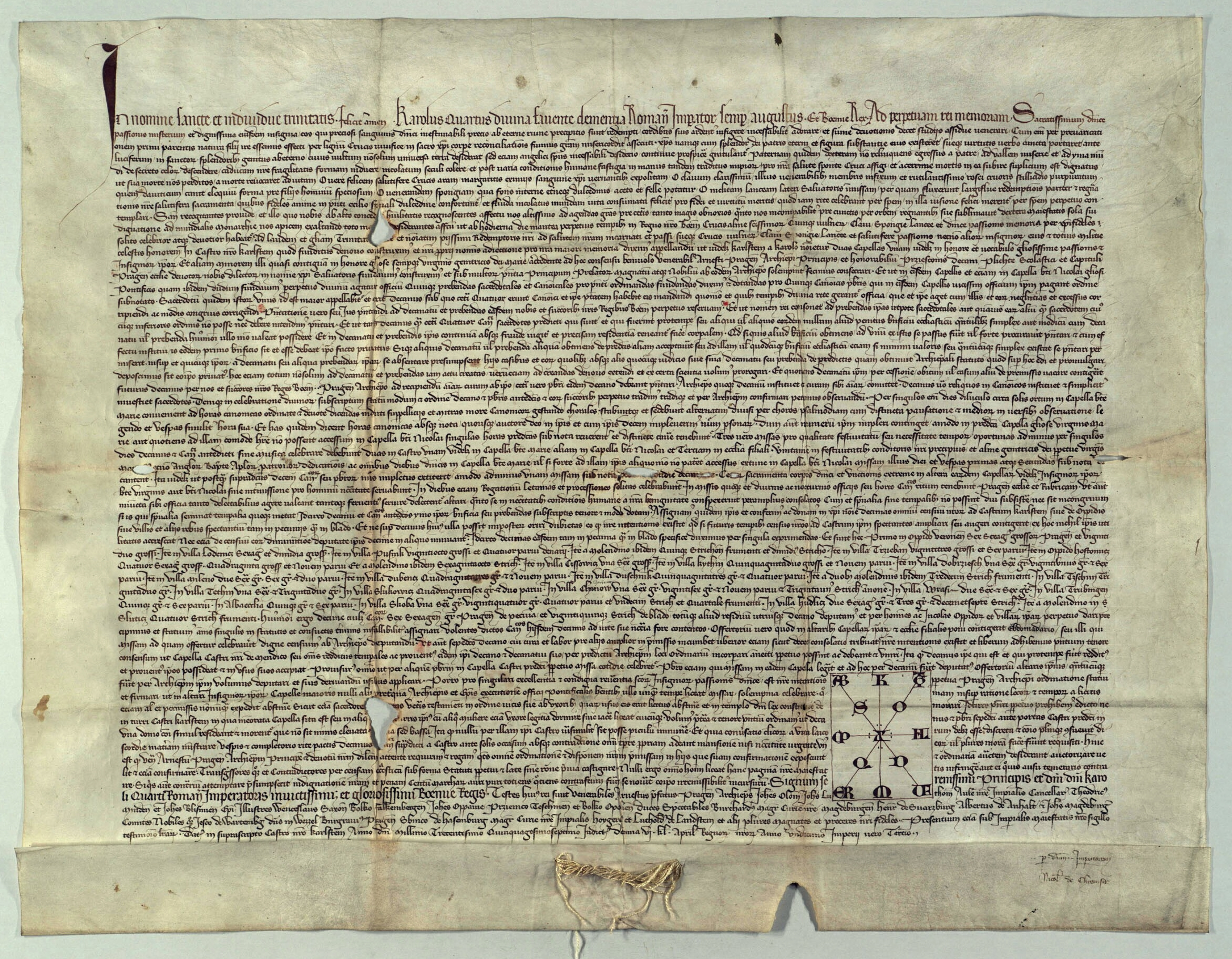
Zakládací listina kapituly karlštejnské z 27. března 1357

Autorem úvodu zakládací listiny je v zásadě sám Karel IV., ale konkrétní formulaci měl na starosti asi biskup Jan ze Středy. Kapitulním kostelem je kostel Nanebevzetí Panny Marie a pod kapitulu liturgicky také spadá kaple sv. Mikuláše v prostorách hradu. Kromě duchovní služby bylo úkolem karlštejnských kanovníků také střežení klenotů uchovávaných na hradě Karlštejně. Podle nařízení zakladatele se každoročně koná na Karlštejně zádušní mše za Karla IV., vždy v neděli nejbližší výročí jeho úmrtí (29. listopadu 1378). Další bohoslužba se koná k příležitosti výročí založení kapituly (27. března 1357) a na slavnost zasvěcení kolegiátního kostela Nanebevzetí Panny Marie.

### Od založení po husitství
Toto období patří mezi nejslavnější. Od počátku byla kapitulním kostelem kaple Panny Marie v menší věži hradu. V roce 1357 ještě nebyla dokončena přestavba velkého sálu ve velké věži na kapli sv. Kříže (plným titulem kaple Nástrojů Umučení Páně, jeho Znamení a Všeho vojska nebeského), a tak za provizorní kapli Nástrojů utrpení, kde byly uloženy hlavní relikvie (zvláště pak nový karlštejnský ostatkový kříž, neboli kříž Království Českého), byla dočasně používána malá kaplička, které se dnes omylem říká kaple sv. Kateřiny. Prvním děkanem karlštejnským byl Kuneš (1357–1359). Kaplemi na hradě, které spadaly do pravomoci kapituly, byla kaple sv. Kříže a kaple sv. Mikuláše a filiálním kostelem se v zakládací listině myslí kostel sv. Palmácia, nacházející se pod hradem. Sídlem kapituly, podle zakládací listiny, byl dřevěný dům před mostem do hradu, který ovšem zanikl při husitském obležení hradu roku 1422.

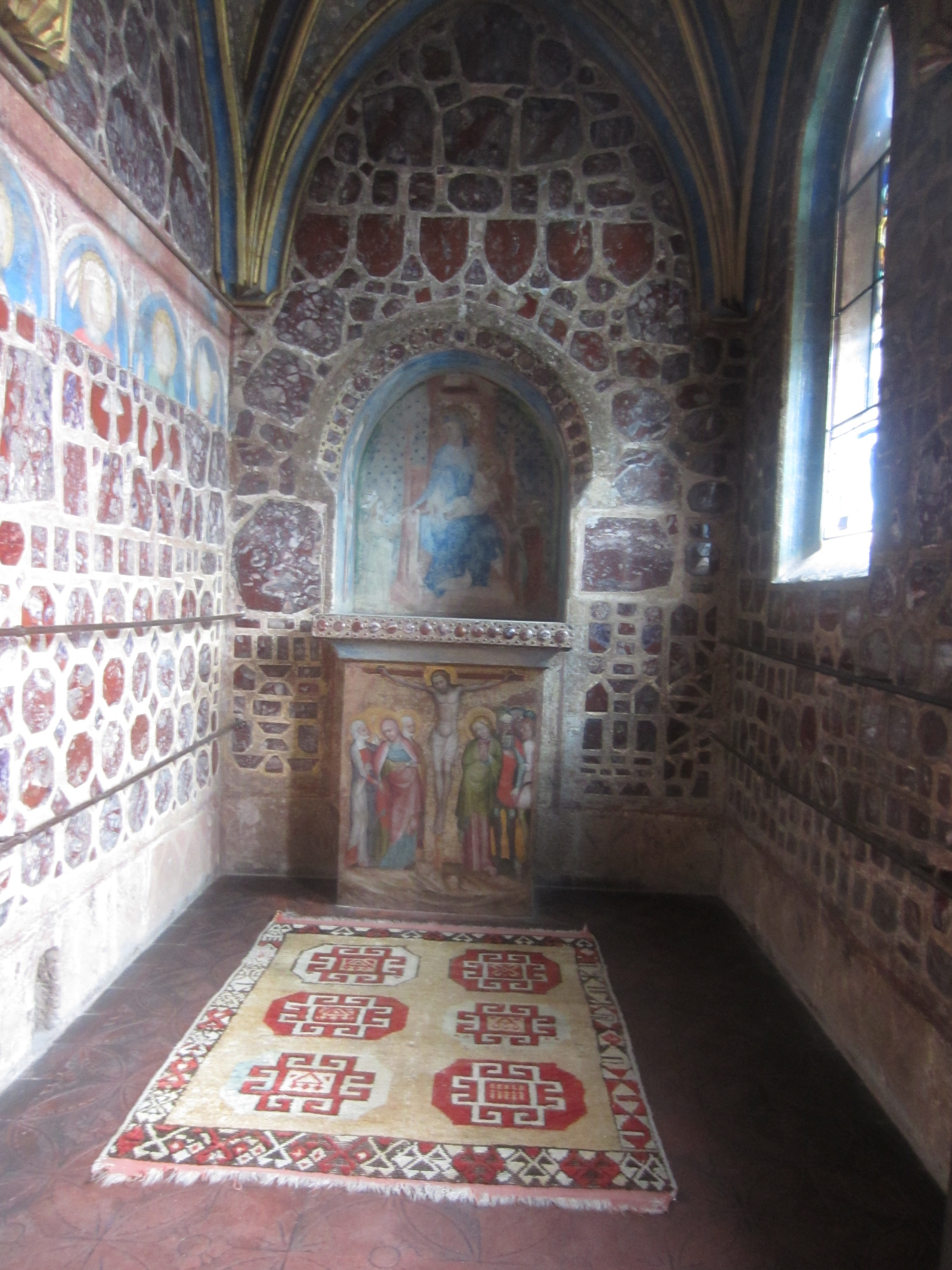
Kaple svaté Kateřiny

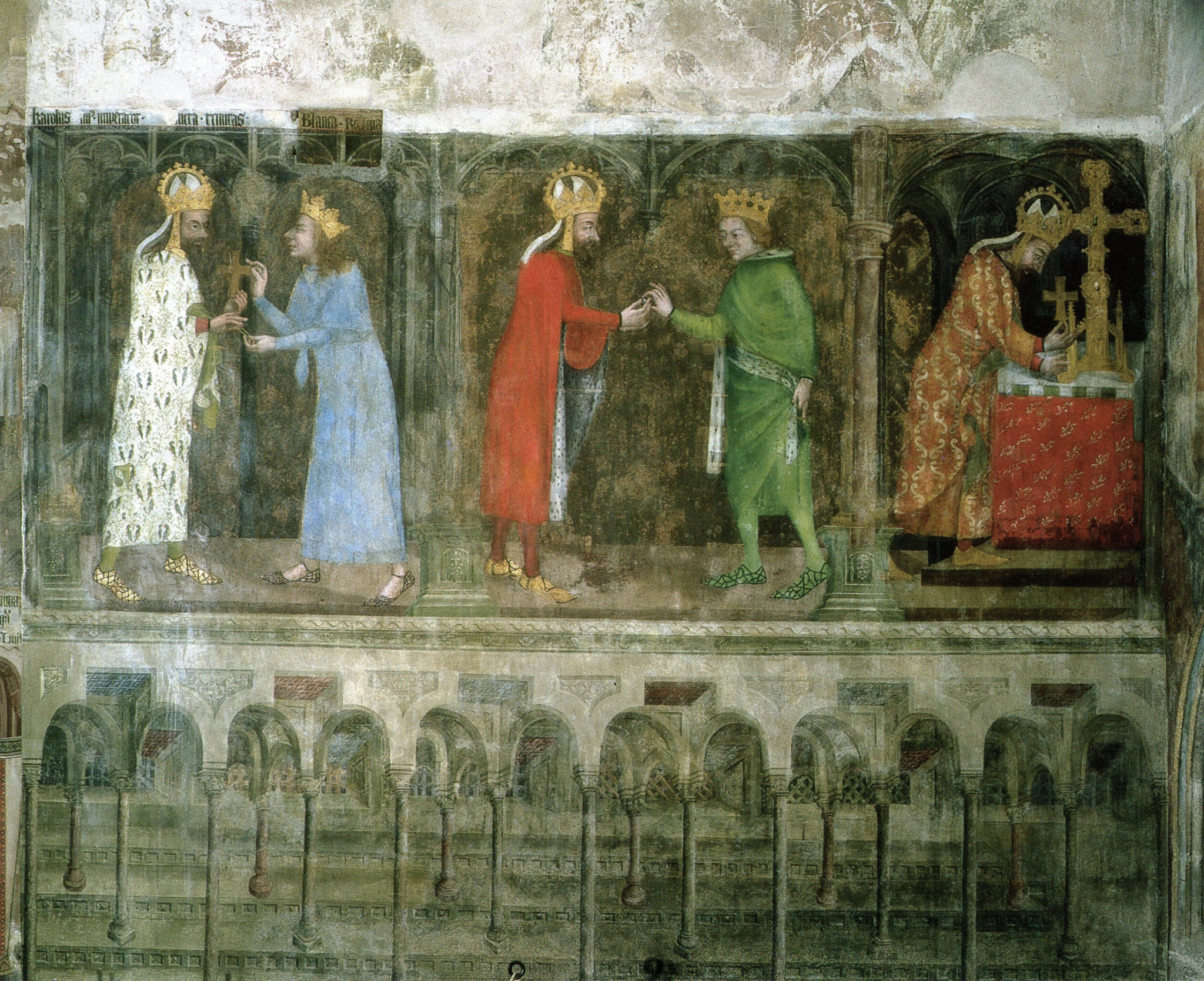
Malba v kostele Nanebevzetí Panny Marie

Význam kapituly se symbolicky povýšil od doby, kdy na hradě byly v kapli sv. Kříže uloženy říšské korunovační klenoty a relikvie (nejpozději od roku 1367). Kaple sv. Kříže nebyla od té doby určena ani pro každodenní čtené bohoslužby (ostatně slavnostní zpívané bohoslužby mohl v kapli sloužit podle zakládací listiny jen biskup), ale stala se nepřístupným trezorem pro církevní poklady. Bohoslužby se tam konávaly jen příležitostně, za účasti císaře a vzácných hostů dvora. Teprve v době Václava IV. přibyly pod správu kapituly nebo alespoň pod podací právo děkana další kostely a kaple v okolí hradu (Mořina, Praskolesy, Tetín) a dokonce i v Praze (kostel sv. Mikuláše na Malé Straně). Od začátku husitského povstání v roce 1420 sloužil hrad Karlštejn jako pevné místo katolické posádky, věrné králi Zikmundovi, a na hradě našli útočiště kněží z okolí, jakož i církevní poklady různých kostelů (např. tetínského), klášterů (např. zbraslavského) a poklad svatovítský, jakož i archiv a knihovna metropolitní kapituly. Hrad skutečně obstál i půlroční obléhání husity v roce 1422 (statistiku střel, vržených na hrad, zapsal děkan Václav do jednoho rukopisu formou neumělých veršů) a dočkal se i opětovného uložení české královské koruny v roce 1437.

### Šestnácté století
Pozemkový majetek kapituly se během husitství rozplynul v rukou šlechticů, a kapitula skomírala, obsazována byla jen funkce děkana a jen vzácně najdeme zmínky o nějakém kanovníku karlštejnském.
Kapitula se z pohromy husitských válek již nevzpamatovala. V roce 1513 se král Vladislav Jagellonský pokoušel obnovit kapitulu a daroval děkanovi stálý plat z kutnohorské mince a také mu povolil přijmout dva kanovníky, což se, vzhledem k finančním problémům nepodařilo. Děkanem v té době byl polský kněz Jan ze Stradouně (1501–1526), který se zasloužil o sepsání prvního inventáře karlštejnských relikvií.
Velmi zajímavou postavou na Karlštejně byl děkan Václav Hájek z Libočan (1526–1533), proslulý autor Kroniky české (1541). On poprvé publikoval český překlad zakládací listiny kapituly ve své Kronice a díky němu se také všeobecně rozšířila povědomost o karlštejnských relikviích, protože v příloze ke Kronice publikoval i překlad inventáře Jana ze Stradouně. Děkan Hájek se také zasloužil o odhalení a odsouzení tzv. „karlštejnské čachtické paní“, což byla manželka karlštejnského purkrabího pana Jana Bechyně z Lažan, která mučila a vraždila své služebné. Zemřela pak v hladomorně na Pražském hradě. Jan Bechyně se Hájkovi pomstil, prosadil jeho sesazení a vyhnání z Karlštejna. Hájek se pak stal administrátorem na Tetíně (1533), kde pravděpodobně sepsal svou Kroniku.
Další významnou osobností na děkanském pozici byl Kašpar Mezichod (1558–1566), který se zasloužil o přepis všech zachovalých listin děkanství do kopiáře. Byl to velmi prozíravý čin, pouze díky tomuto kopiáři a jeho opisech známe řadu skutečností z dějin kapituly a hradu, protože většina originálů podlehla zkáze.
Z období působení děkana Felixe z Lindy (1574–1584) jsou ještě zmínky o jakýchsi kanovnících karlštejnských, po této době už z kapituly vždy zůstává jen děkan.
Za císaře Rudolfa II. byl hrad Karlštejn nákladně přestavěn do renesanční podoby a zažil určité období obnovení své slávy. Na druhou stranu ovšem v té době začaly neshody mezi děkany a purkrabími, protože purkrabí byli někdy jmenováni také z nekatolické strany, a činili pak různé ústrky a naschvály děkanovi na hradě při používání hradních kaplí.
Děkan Adam Černý (Nygrýn) z Vinoře (1595–1600) byl vzdělaný renesanční spisovatel a překladatel sv. Augustina do češtiny. V roce 1598 byl přítomen při revizi klenotů a archivu Koruny české v kapli sv. Kříže a sám se zasloužil o nový podrobný soupis karlštejnských relikvií, který se zachoval dodnes v kapitulním archivu. Tehdy je také doloženo, že kromě arcibiskupa, který sloužil slavnostní mši svatou v kapli sv. Kříže s vystavenou korunou českou, sloužil na druhý den mši svatou v kapli sv. Kříže i karlštejnský děkan, při níž se lidu ukazovala Svatováclavská koruna.

### Sedmnácté a osmnácté století
Děkan Pavel Pistorius z Lucka (1601–1617) už nesídlil na hradě, ale v nové budově děkanství v podhradí (dnešní fara). Musel se podle dochovaných spisů domáhat vlastnictví Praskoles a řešit spory s farářem ze Žebráku, který pokládal farní kostel v Praskolesích za svůj filiální. Za děkana Pistoria došlo také k poslednímu obnovení a potvrzení platnosti zakládací listiny karlštejnského děkanství císařem Rudolfem II.
V tomto období byl jednou z nejzajímavějších osobností mezi děkany karlštejnskými Vavřinec Ratzinger z Hartenštejna (1618–1651). Hned na počátku své činnosti se nastěhoval zpět na hrad, čímž sice splňoval smysl zakládací listiny, ale popudil si tím nekatolické správce hradu. Ti ho brzy po zahájení protihabsburského povstání z hradu vyhnali a vrátil se sem až po bitvě na Bílé hoře. Ratzinger musel znovu budovat alespoň malé panství karlštejnského děkana z naprostých trosek, zůstalo mu jen několik vesnic, z nichž mu poddaní odmítali platit desátky.
Přes to všechno se mu například podařilo v roce 1628 obnovit a přestavět poničený gotický kostel sv. Mikuláše v Praskolesích, kde to dodnes hlásá pamětní mramorová deska, kterou zasadil do zdi kostela. Ratzinger byl zároveň vikářem podbrdského kraje a hlavní osobou rekatolizace v celém kraji. Poradil si jak se vzpurnými obyvateli městečka Hostomic, tak s vlastními poddanými. Bohužel na některé nekatolíky používal metodu jejich uvěznění na Karlštejně ve věži Července (tj. ve sklepě dvě patra pod kaplí Panny Marie), kam ostatně zavíral i všechny zloděje dřeva a jiné provinilce z panství Karlštejn.
Touto tvrdou rukou se mu podařilo v podbrdském kraji dokončit rekatolizaci (samotné okolí hradu Karlštejna zůstalo i přes husitskou dobu vždy katolické), a i obnovit hospodářské zabezpečení děkanství.
Děkan Ratzinger se také pokusil o znovu potvrzení zakládací listiny karlštejnského děkanství u císaře Ferdinanda II. v roce 1628. Ačkoli sice potvrzovací listina byla ve Vídni vyhotovena, nikdy neopustila tamní kancelář a nedošla do Prahy. Snad za to mohly události třicetileté války, nicméně díky tomu se zachovala a také se fyzicky zachovala vlastní zakládací listina Karla IV., protože byla od té doby uložena na Pražském hradě, a nesdílela smutný osud ostatních originálních listin na hradě nebo v bytě děkanově v podhradí.
Dalším zajímavým děkanem byl František Ferdinand Čedík (1671–1704), který ovšem koncem života byl nepřiměřeně tvrdý ke svým poddaným a nakonec musel na hodnost děkana rezignovat a odešel do Sedlčan, kde zemřel. Zajímavé je, že si s sebou do Sedlčan odnesl listiny děkanství, a že je odtud museli jeho nástupci obtížně získávat. Jednu z těch listin (na ostatky sv. Palmácia, z roku 1356), z neznalosti nechali v Sedlčanech. Ta se pak dostala na faru ve Svatém Janu u Sedlčan a byla tam nalezena v roce 1993.
Výraznou osobností byl i děkan Václav Vojta (1710–1741), který se pokoušel obhájit exempci karlštejnského děkanství. Mezitím již děkani přesídlili do Praskoles, kde si postavili tzv. "zámeček".
Nejlepší érou v dějinách karlštejnského děkanství byla doba, kdy děkan pocházel z Rytířského řádu křižovníků s červenou hvězdou. Vše začalo požárem v Karlových Varech v roce 1759, kdy vyhořel i kostel sv. Máří Magdaleny, patřící velmistrovi křižovníků Antonínovi Suchánkovi (děkanem 1759–1778). Císařovna Marie Terezie mu jako náhradu dala děkanství karlštejnské. Ovšem byl to dar chudobný, naopak do oprav kostelů a far a samotných kaplí na hradě Karlštejně investovali křižovníci velké prostředky.
Další děkan Amandus Bláha (1778–1780) pocházel z řádu benediktinů. Konec 18. století znamenal zase hospodářský úpadek a zadlužení děkanství a také konec exempce děkanství. Správu panství Karlštejn a patronát nad děkanstvím převzal Tereziánský ústav šlechtičen.

### Devatenácté století
Od roku 1810 byl karlštejnským děkanem Petr Carpentier (1810–1829), narozený v Harlebeku v Belgii, který se kvůli tomu, aby mohl kázat, naučil plynně česky (k bohoslužbám češtinu nepotřeboval, protože se sloužilo latinsky). Měl sociální cítění, obdarovával venkovské školy každoročně knihami, šatstvem i penězi a byl velmi oblíben. Zemřel po slavnostní bohoslužbě na hradě Karlštejně 10. dubna 1829, a byl pohřben v děkanském kostele sv. Prokopa v Praskolesích, který se pak stal jakýmsi pohřebištěm karlštejnských děkanů.
Dalším výrazným děkanem byl Julius Körner (1834–1863). V jeho době probíhaly první opravy hradu Karlštejna (1837–1848) a děkan přispěl ke slavnostním oslavám 500. výročí založení hradu. Napsal také brožurku o dějinách kapitulního děkanství a hradu Karlštejna. Zemřel v Praskolesích, kde bydlel a byl zde pochován v kostele sv. Prokopa.
Děkan Jan Křtitel Roškot (1898–1905), poslanec zemského sněmu, projevil určitý zájem o děkanský archiv v budově praskoleského zámečku, a tiskem vydal první moderní překlad zakládací listiny. Nevěděl ovšem o tom, že se originál této listiny zachoval, a použil pouze ověřený opis z roku 1628. Zemřel po pádu ze zledovatělých schodů a je pohřben v Sedlčanech, na hřbitově u kostela Nanebevzetí Panny Marie (zvaný Církvička).

### Novodobé dějiny
Na počátku 20. století byl Karlštejn se svými svatyněmi počítán ke kostelům s duchovní správou přímo podřízenou generálnímu vikáři pražské arcidiecéze, podobně jako svatyně na Svaté Hoře u Příbrami nebo ve Staré Boleslavi. Po dokončení restaurace hradu Karlštejna byly kaple znovu vysvěceny, například kaple Panny Marie arcibiskupem Pavlem Huynem 18. srpna 1918.
Tehdejším děkanem karlštejnským byl ředitel arcibiskupského semináře prelát Jan Říhánek (1918–1935). Po jeho smrti byli jmenováni arcibiskupskou konsistoří jen administrátoři děkanství, avšak řádný děkan jmenován nebyl.
Děkanství karlštejnské navíc přišlo při pozemkové reformě v roce 1923 o naprostou většinu pozemkového majetku, zanikl tehdy poslední zbytek velkostatku Praskolesy a děkanovi zůstalo jen několik lesních pozemků a zbytkový statek v Přistoupimi.
Avšak už od restaurace hradu Karlštejna se objevovaly žádosti o zachování bohoslužeb na hradě Karlštejně. Počátkem 20. století se ještě sloužily pravidelné nedělní bohoslužby v kapli sv. Mikuláše a v kapli Panny Marie na Vánoce a Velikonoce a o mariánských svátcích. Většinu těchto bohoslužeb ovšem sloužil v zastoupení děkana budňanský farář. Jen výjimečně na hrad přijížděl sloužit děkan Říhánek. Zajímavé ovšem je, že při restauraci hradu se myslelo i na byt pro děkana, přímo na hradě (v budově nového purkrabství).
Pro zachování bohoslužeb na hradě se zasazoval zejména Správní výbor hradu Karlštejna, jakýsi předchůdce dnešní památkové správy. Své žádosti arcibiskupství pražskému obnovil Správní výbor po druhé světové válce, kdy v květnu 1947 požádal arcibiskupa Josefa Berana, aby se podle vůle zakladatele blahé paměti Otce Vlasti Karla IV. obnovilo na hradě pravidelné sloužení bohoslužeb, a aby byla obnovena karlštejnská kapitula aspoň v té formě, jak se o to pokoušel děkan Čedík v roce 1675. Stejné přání projevil tehdejší ONV v Berouně, Zemský národní výbor v Praze a duchovenstvo podbrdského vikariátu, jakož i věřící.
Z právního hlediska totiž kapitula nikdy nezanikla, protože existovala hodnost karlštejnského děkana. Tak konstatoval správní soud už ve svém nálezu z 16. března 1942, že kapitula „během doby via facti, nikoli právně, zanikla“. Protože však zůstala hodnost kapitulního děkana, mohl ordinarius sám provést tzv. restitutiodignitatum, tj. přidání kanovnických hodností. Uvažovalo se zejména, že by čestnou funkcí kanovníků karlštejnských byli pověřeni zasloužilí duchovní pražské arcidiecéze, přičemž jeden kanovník by byl vázán na město Beroun, a druhý na faru v Tetíně. Uvažovalo se o zřízení čtyř kanovnických míst pro čtyři kanovníky, kteří by zastupovali děkana při sloužení slavných bohoslužeb na hradě a o význačnějších svátcích, jako je výroční den úmrtí Karla IV. (29. listopad), kdy by se scházela v hradních kaplích celá kapitula, v čele s děkanem.
Arcibiskup Josef Beran byl těmto prosbám nakloněn a rozhodl v roce 1948 o obnovení kapituly, ale k uskutečnění tohoto záměru nedošlo v důsledku jeho internace komunisty v domácím vězení (později musel nuceně emigrovat do Vatikánu). Nicméně jednání k obnovení kapituly pokračovala a komunisté se navíc domnívali, že když dovolí vytvořit jakousi „vlasteneckou“ kapitulu, že jednak uspokojí věřící a jednak získají jisté kněží ke spolupráci. To se jim částečně podařilo v osobě děkana Jana Dočekala, který se do značné míry požadavkům nové moci přizpůsoboval. Nicméně jeho působení a působení nových kanovníků přineslo alespoň ve věci obnovení kapituly a udržení pravidelných bohoslužeb na hradě Karlštejně i dobré ovoce. Děkan Dočekal se také zasloužil o zachování a zpracování archivu kapituly a jeho deponování do tehdejšího Státního archivu Praha, dnešního Státního oblastního archivu v Praze. Založil také studijní knihovnu v děkanském bytě na Karlštejně a sám publikoval některé články z historie kapituly.
Z prvních kanovníků karlštejnských byl nejdéle sloužícím kanovník Gustav Novák (1957–2006). Kapitula měla v různých dobách dva, tři až čtyři kanovníky. Nástupcem děkana Dočekala se stal Pavel Grimmig, který měl s komunisty svou zkušenost, ze své dvouleté internace v klášteře v Želivi. Podařilo se mu činnost kapituly a bohoslužby na Karlštejně udržet po dalších osmnáct let. Starší kanovníci postupně umírali, a sám také pro nemoc nakonec na funkci děkana rezignoval, ve prospěch mladého kanovníka Josefa Pecinovského v roce 2006.
Významným mezníkem v historii karlštejnské kapituly byl rok 2018, kdy došlo k podpisu memoranda mezi kapitulou a Národním památkovým ústavem, proklamujícím neoddělitelnou součást hradu a kapituly už od dob svého vzniku a ochotu obou stran spolupracovat na dalším rozvoji této nepřetržité tradice.

## Členové kapituly
- Josef Pecinovský, děkan kapituly, kanovník svatého Jakuba apoštola – farář ve farnosti Praha-Modřany (kanovníkem od 1. srpna 2004, děkanem od 6. února 2006)
- Robert Hanačík, kanovník svaté Ludmily – farář ve farnosti Řevnice (kanovníkem od 27. října 2006)
- Stanisław Góra, kanovník svatého Prokopa – okrskový vikář III. pražského vikariátu, farář ve farnosti u kostela Panny Marie Královny míru v Praze-Lhotce a administrátor ve farnosti pro neslyšící (kanovníkem od 12. listopadu 2006)
- Miloš Szabo, kanovník svatého Vojtěcha – farář v bubenečské farnosti u kostela sv. Gotharda v Praze 6-Bubenči, pracovník církevního soudu (kanovníkem od 15. června 2015)
- Giuseppe Sergio Ciucci, čestný kanovník svaté Zdislavy – kaplan Jeho Svatosti, koadjuktor Kapituly arcibaziliky Nejsvětějšího Spasitele, sv. Jana Křtitele a sv. Jana Evangelisty v Lateránu (čestným kanovníkem od 1. června 2016)
- Josef Ptáček, kanovník svatého Palmácia – farář ve farnosti u kostela sv. Filipa a Jakuba Praha-Hlubočepy, okrskový vikář II. pražského vikariátu, metodik informačních technologií Arcidiecéze pražské (kanovníkem od 15. prosince 2018)[1]

## Varhaník
- Lukáš Petřvalský – titulární varhaník Kolegiátní kapituly Nanebevzetí Panny Marie na hradě Karlštejně[1]

## Děkani kapituly od jejího založení
1. Kuneš (1357–1359)
2. Litold (1359–1379)
3. Bedřich (1380)
4. Beneš (1391)
5. Jan (1391–1396)
6. Mikuláš (1396)
7. Jindřich (1396)
8. Adam (1397)
9. Jindřich (1398)
10. Jan (1398–1400)
11. Jakeš (1400–1404)
12. Mikuláš (1404–1405)
13. Oldřich (1405–1406)
14. Mořic (1407)
15. Oldřich (1407)
16. Frenclin (1407–1418)
17. Jan (1418–1419)
18. Václav (1419)
19. Václav z Alběnic (1452)
20. Ondřej Leva z Mostu (1460–1467)
21. Štěpán z Police (1480)
22. Valentin Schopp (1491–1496)
23. Jan ze Stradouně (1501–1526)
24. Václav Hájek z Libočan (1526–1533)
25. Lukáš (1535)
26. Cyprián Lutecensis (1535–1545)
27. Jan Žlutický (1551–1557)
28. Václav Chodějovský (1557–1558)
29. Kašpar Mezichod (1558–1566)
30. Vít Polnický (1568)
31. Tomáš Albín z Helsenburka (1570–1574)
32. Felix z Lindy (1574–1584)
33. Wolfgang Chanovský z Dlouhé Vsi (1584–1586)
34. Valentin Cikán z Rolštejna (1586–1593)
35. Mistr Adam Černý z Vinoře (1595–1600)
36. Bartoloměj Flarius z Čenkova (1600–1601)
37. Pavel Pistorius z Lucka (1601–1617)
38. David Dráchovský (1618)
39. Vavřinec Ratzinger z Radenštejna (1618–1651)
40. Václav Vojtěch Calisius (1651–1653)
41. Albrecht z Klimkovic (1654–1671)
42. František Ferdinand Čedík z Eisenbergu (1671–1704)
43. Bernard de Gregoriis (1704–1705)
44. Jan Bedřich Langhans (1705–1709)
45. Václav Emerich Vojta (1710–1741)
46. Karel František Stučka (1741–1759)
47. Antonín Jakub Suchánek (1759–1778)
48. Amandus Bláha (1778–1780)
49. František Brigido z Březovic, svobodný pán z Marufelsu (1781–1810)
50. Petr Vilém Carpentier (1810–1829)
51. Julius Körner (1834–1863)
52. Vojtěch Hron (1864–1872)
53. Antonín Burka (1873–1884)
54. Matěj Jakub Heinrich (1885–1892)
55. František Janda (1892–1898)
56. Jan Křtitel Roškot (1898–1905)
57. Jan Vilím (1905–1916)
58. Msgre. Jan Řihánek (1918–1935)
59. Jan Dočekal (20. prosince 1951 – 2. dubna 1988)
60. Pavel Grimmig (27. listopadu 1988 – 6. února 2006)
61. Josef Pecinovský (od 26. března 2006)[1]

## Hrobka na Olšanských hřbitovech

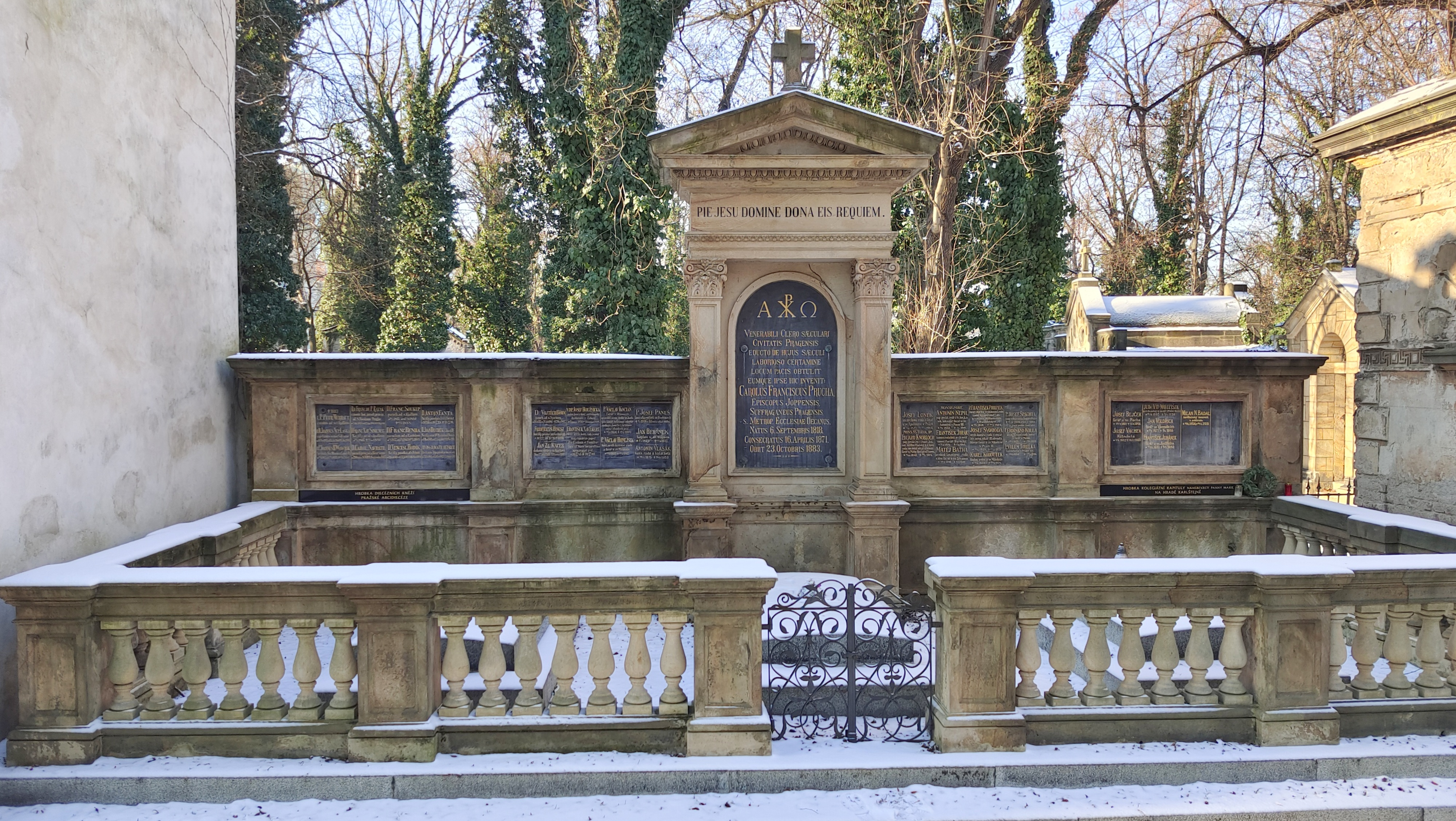
Hrobka Kolegiátní kapituly na Olšanských hřbitovech

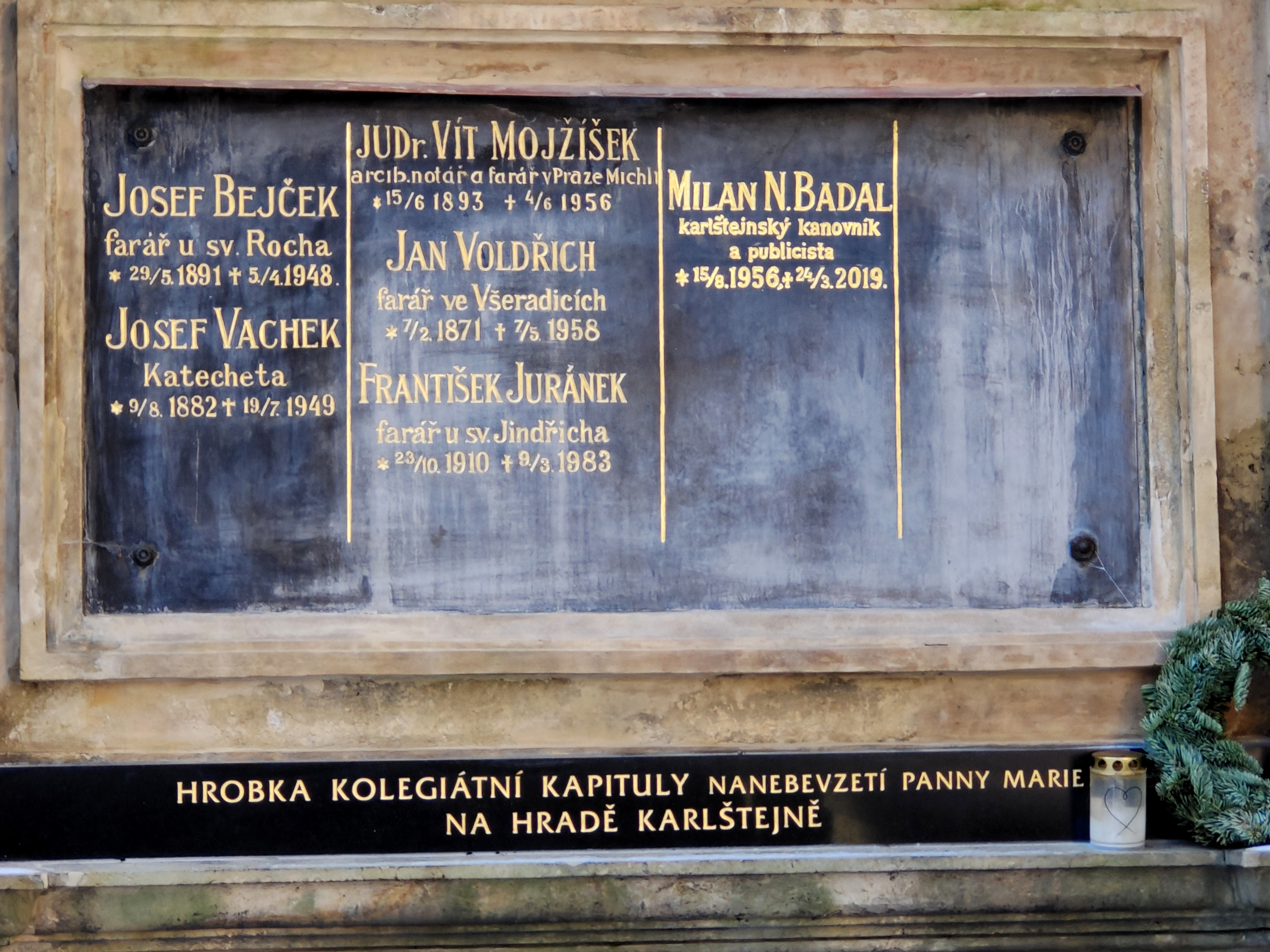
Náhrobní deska na hrobce Kolegiátní kapituly

V roce 1880 nechal hrobku vybudovat, nákladem 5000 zlatých, pomocný biskup arcidiecéze pražské František Karel Průcha. Hrobka byla určena pro ukládání ostatků pražských kněží. Správcem hrobky určil pražského faráře u kostela Matky Boží před Týnem. Po svém tragickém úmrtí 23. října 1883, zde byl sám pochován.
Od roku 2022 je vlastníkem hrobky Kolegiátní kapitula Nanebevzetí Panny Marie na hradě Karlštejně. Hrobka se nachází na Olšanských hřbitovech (část: V, oddělení: 23, číslo hrobu: 65–67).